# Uganda Electricity Transmission Company Limited
La Uganda Electricity Transmission Company Limited (UETCL) est une société para-étatique dont le but principal est de faire des achats d'électricité en gros et de transporter l'électricité le long de câbles haute tension vers des points de distribution locaux et étrangers. L'UETCL est le seul acheteur national d'énergie en vrac autorisé et le seul importateur et exportateur d'électricité autorisé en Ouganda,.

## Emplacement
Le siège de l'UETCL est situé au 10 Hannington Road sur la colline de Nakasero à Kampala, la capitale et la plus grande ville de l'Ouganda. Les coordonnées du siège social de la société sont 0° 19′ 13″ N, 32° 35′ 12,5″ E.

## Historique
La société a été créée en 2001 par une loi du parlement ougandais à la suite de la dissolution du défunt Uganda Electricity Board, commencé ses activités le 1er avril 2001.

## Opérations
L'UETCL est responsable du développement, opérations, de la maintenance et de l'amélioration des lignes de transport d'électricité à haute tension en Ouganda. Elle possède et exploite également les sous-stations haute tension à travers le pays. L'UETCL appartient à 100 % au ministère des Finances, de la Planification et du Développement économique et est réglementée par le ministère ougandais de l'énergie et du développement minier.

## Réduction des pertes de puissance
Pour réduire les pertes de transport d'électricité dans le pays, l'UETCL a emprunté 100 millions de dollars américains (337 milliards de Shillings ougandais) à Banque d'exportation et d'importation de Chine pour construire quatre méga sous-stations. Les installations alimenteront les parcs industriels de Luzira, Namanve, Mukono et Iganga. Les travaux comprennent également la construction de 38 kilomètres de lignes de transmission de 132 kilovolts. Les travaux devraient être terminés en 2019.

## Gouvernance
L'UETCL est régie par un conseil d'administration de cinq personnes dont le président est Peter Ucanda. Le directeur général est George Rwabajungu.